# Javier Garrido Ramírez
Javier Garrido Ramírez (Torrent, 1º luglio 1979) è un ex calciatore spagnolo, difensore.

## Carriera
Formatosi nel settore giovanile del Valencia, il suo debutto in prima squadra nella stagione 2001/02, in cui i valenciani vinsero la Liga. La stagione successiva ha giocato sei partite nella Liga prima di essere ceduto durante il mercato d'inverno, al Córdoba CF, in Seconda Divisione.
Nella stagione 2003/04 è tornato a Valencia, e fa parte del gruppo storico che è riuscito a vincere il doppio titolo, Liga e Coppa UEFA. Tuttavia, il nuovo tecnico, Claudio Ranieri, che prende il posto di Rafa Benitez, lo manda in prestito al Association Sportive de Saint-Étienne Loire in Ligue 1. Nella stagione 2005/06 viene ceduto ancora in prestito, questa volta all'Albacete.
Nella stagione 2006/07 viene ceduto in prestito, al Lorca. Non supera la visita medica a causa di un infortunio alla rotula. A causa di questi problemi fisici, e pur avendo solo 27 anni, ha deciso di concludere la propria carriera da calciatore. Dopo il suo ritiro ha continuato nel mondo del calcio, come procuratore sportivo. 
Nel 2008 entra a far parte della segreteria tecnica del Valencia, con un altro ex giocatore del Valencia, Juan Sánchez.

## Palmarès

### Club

#### Competizioni nazionali
- Campionato spagnolo: 2

Valencia: 2001-2002, 2003-2004

#### Competizioni internazionali
- Coppa UEFA: 1

Valencia: 2003-2004